# Violet Gibson

Mussolini con un vistoso cerotto sul naso nei giorni successivi all'attentato

La scheda segnaletica composta in Questura dopo l'attentato; come motivo dell'arresto si indica: "Attentato al Primo Ministro d'Italia"

Violet Albina Gibson (Dublino, 31 agosto 1876 – Northampton, 2 maggio 1956) figlia di Edward Gibson, primo Barone di Ashbourne e Lord Cancelliere d'Irlanda, è stata la donna che il 7 aprile 1926 attentò alla vita di Benito Mussolini a Roma.

## Biografia
Figlia di Edward Gibson, avvocato e politico irlandese nominato barone di Ashbourne nel 1885 e Lord Cancelliere d'Irlanda, e della cristiana scientista Frances Colles, Violet sperimentò la teosofia prima di diventare cattolica romana nel 1902. Fu presentata come debuttante a corte durante il regno della regina Vittoria. Rifiutando gli ideali, la religione e lo stile di vita britannici, diventò pacifista, venendo schedata da Scotland Yard.
Nel 1916 divenne seguace dell'antroposofia steineriana. Violet Gibson soffrì di gravi problemi di salute per tutta la sua vita. Ebbe un esaurimento nervoso nel 1922, venendo dichiarata pazza e internata in un istituto mentale per due anni. Tentò il suicidio all'inizio del 1925. Nello stesso anno si trasferì a Roma.

### L'attentato a Mussolini
Mercoledì 7 aprile 1926 Mussolini era appena uscito dal palazzo del Campidoglio, dove aveva inaugurato un congresso di chirurgia, quando la Gibson gli sparò un colpo di pistola, ferendolo di striscio al naso. Secondo Arrigo Petacco e altri studiosi, a salvarlo sarebbe stato un saluto romano che porgeva proprio nel momento dello sparo: tirando indietro il capo e irrigidendosi come sua abitudine nel saluto, avrebbe inconsapevolmente portato la testa fuori traiettoria.
La Gibson, faticosamente sottratta a un tentativo di linciaggio, fu condotta in questura; interrogata, non rivelò la ragione dell'attentato. Romano Mussolini, figlio di Benito, ebbe a raccontare che il padre, subito soccorso da decine di chirurghi che erano appunto sul posto per il congresso, disse di essersi preoccupato davvero soltanto quando vide questi avvicinarsi.
L'attentatrice venne assolta in istruttoria dal Tribunale speciale per totale infermità di mente e, successivamente, espulsa dall'Italia verso l'Inghilterra. Rimase per trent'anni ricoverata in una clinica psichiatrica, il St Andrew's Hospital a Northampton, dove morì. Venne poi sepolta nel cimitero di Kingsthorpe, nel Northamptonshire.

## I seguiti dell'evento
Si è supposto che la donna, allora cinquantenne, fosse mentalmente squilibrata all'epoca dei fatti e che potesse essere stata indotta a commettere il gesto da qualche istigatore sconosciuto. A tal fine il giovane funzionario di polizia Guido Leto fu inviato a Dublino per raccogliere informazioni in maniera discreta. Nella capitale irlandese, Leto conobbe la governante della Gibson, la signorina Mc Grath, la quale rivelò come pure in passato la donna fosse stata soggetta a brusche crisi nervose e che qualche anno prima aveva improvvisamente aggredito un'amica con un temperino custodito nella borsetta. La Mc Grath in seguito venne a Roma per testimoniare sullo stato di salute della Gibson. Furono inoltre sollevati pesanti sospetti all'indirizzo di Giovanni Antonio Colonna di Cesarò.
Il giorno dopo l'attentato, Mussolini compì un viaggio in Libia e si mostrò a Tripoli con un vistoso cerotto sul naso, come testimoniano le foto dell'epoca. Il giornalista inglese, James Strachey Barnes, nel suo libro Io amo l'Italia, edito nel 1939, afferma che la Gibson si trovava a Tripoli il giorno dopo l'attentato e in quella sede, sulla banchina del porto, insieme ad altri giornalisti, salutò il Duce il quale le chiese: "Lei è la Gibson che ha fatto questo?", indicando con un dito il suo naso incerottato. Ne seguì un colloquio che condusse ad altri incontri nei quali Mussolini invitò la signora a dargli lezioni d'inglese. La storia risulta però quanto meno dubbia essendo la Gibson, il giorno dopo l'attentato, sotto arresto e successivamente espulsa dall'Italia.
L'attentato scatenò un'ondata di sostegno popolare per Mussolini, che portò all'approvazione di leggi pro-fasciste e fornì il pretesto per liquidare definitivamente le opposizioni, consolidando ulteriormente il suo controllo sull'Italia.
Secondo alcuni storici, fu in quella occasione che Clara Petacci scrisse al Duce la lettera di felicitazioni per lo scampato pericolo con cui egli la notò e volle conoscerla, legandola in seguito al suo destino. Anche papa Pio XI scrisse una lettera analoga per congratularsi.
Nel 2022 la città di Dublino ha posto una targa commemorativa della Gibson al numero 12 di Merrion Square, luogo in cui vi era la casa in cui visse da bambina.